# Марко Антонио Котонер Суреда де Вивот
Марко Антонио Котонер-и-Суреда (исп. Marco Antonio Cotoner Sureda de Vivot; 15 ноября 1665, Пальма-де-Майорка — 5 апреля 1749, там же) — испанский дворянин, политик и военный из дома Котонер, который во время Войны за испанское наследство воевал на стороне французского претендента на престол Испании Филиппа V де Бурбона, за что его сограждане, сторонники эрцгерцога Карла Австрийского (Карлоса III), заклеймили его как ботифлера. 1-й маркиз Ариани (с 1717), старший аальферес и советник декана городского совета Пальма-де-Майорка.

## Общественная жизнь
Он начал свою военную карьеру в качестве промотера при вербовке роты из более чем ста солдат, с которыми он сражался в Италии во имя Карлоса II, в Милане и при захвате Монферрата.
В 1694 году он собрал рекрутский отряд из 105 человек, с которыми отправился служить в Милан, а 3 апреля следующего года был назначен солдатом-добровольцем. После того, как его просьбы о получении звания капитана кавалерии были отклонены, для чего он, возможно, запросил королевскую лицензию на то, чтобы покинуть армию и вернулся на Майорку (декабрь 1695 г.). Член Братства Солнца Хорхе, в 1702 году он участвовал в праздниках, которые проводились в Борне в честь Филиппа V.
17 июля 1719 года он собрал на свои средства драгунский полк, названный Пальмой или Ариани, где собрал офицеров большинство островной знати, от которой он получил звание полковника. Позже он будет назначен старшим альфересом Королевства (27 февраля 1724 г.). На момент своей смерти он также был приором Братства Святого Георгия.

## Война за испанское наследство
Во время Войны за испанское наследство (1701—1715) он не сдался после прихода англо-голландской армады в залив Пальмы. Перед народным восстанием в пользу эрцгерцога Карлоса Австрийского он укрылся вместе с 77 другими французскими солдатами в форте Сан-Карлос, но после поддержки вице-королем австрийцев был заключен в тюрьму и депортирован в Росас, его имущество было конфисковано, а его семья была вынуждена покинуть остров. Ему удалось бежать и он перешел на сторону Филиппа Анжуйского, участвуя в битве при Альмансе в качестве капитана кавалерии. Дослужился до звания полковника.
После утверждения Декретов Нуэва-Планта на бывших территориях Арагонской короны, он был назначен регидором декана города Пальма-де-Майорка в 1715 году и занимал эту должность в течение трех лет. За поддержку французского претендента во время войны 13 января 1717 года ему был пожалован титул 1-го маркиза де Ариани.

## Семья
Марко Антонио Котонер родился в Пальма-де-Майорка в 1665 году, в семье Франсиско Котонер-и-Олеза, рыцаря Ордена Сантьяго и фамильяра Священной канцелярии, и Магдалены Суреды Вивот. У него было еще три брата и две сестры, среди которых выделяется его сестра Хуана де Котонер, вышедшая замуж за Хуана Деспуига-и-Мартинеса де Марсилья, 4-го графа Монторо и 2-го графа Монтенегро (1661—1742). Два других его брата, Николас и Антонио де Котонер, были рыцарями Ордена Святого Иоанна Иерусалимского (Мальтийского Ордена), будучи первым великим приором Ордена в Каталонии и бейли того же Ордена на Майорке.
3 сентября 1697 года Марко Антонио Котонер женился на Барбаре Нуньес де Сан-Хуан-и-Квинт, дочери Антонио Нуньеса де Сан-Хуана, рыцаря Ордена Монтесы, и Элеоноры Квинт. У них было четверо детей:
- Хуана (1698—1736), первенец Марко Антонио и Барбары. Она вышла замуж за Антонио Фустера де Саласа
- Франсиско (1699—1731), наследник маркиза Ариани. Он женился на Рамоне де Керальт-и-Ксетмар, дочери каталонского дворянина Андреса де Керальта, 4-го графа Санта-Колома, 2-го маркиза Альболоте и барона де Керальта. После его преждевременной смерти права наследования маркизата перешли к его сводному брату Мигелю Каэтано.
- Магдалена (1699—1769), вышла замуж в 1736 году за Фернандо Чакон-Манрике де Лара-и-Чакон, советника короля, декана королевского двора Майорки и почётного члена Совета казначейства.
- Элеонора (1712— ?), вышла замуж в 1731 году за Хайме де Тогорес-и-Саласа, 4-го графа Аяманов. От этого союза родились двое детей, Элеонора и Хайме.

20 сентября 1738 года он овдовел после смерти Барбары Нуньес де Сан-Хуан, из-за чего женился во второй раз на Марии Терезе де Лупиа. От этого брака родился Мигель Каэтано Котонер Лупиа, 2-й маркиз Ариани (1749—1802).
Марко Антонио Котонер скончался 5 апреля 1749 года в возрасте 83 лет, будучи похоронен в монастыре Санто-Доминго в Пальма-де-Майорке.